# Dogma-filmek
A Dogme 95 egy avantgárd filmes mozgalom volt, amelyet 1995-ben indított a dán Lars von Trier és Thomas Vinterberg rendezők. A mozgalom eredményei a Dogma-filmek. A Dogme-95 manifesztóban a két rendező meghatározta filmkészítésük alapelveit, ezek elsősorban a hagyományos filmes értékeket, mint a történet, a színészi munka, a témaválasztás, hangsúlyozták. A mozgalomhoz később csatlakozott a szintén dán Kristian Levring és Søren Kragh-Jacobsen rendezők, akikkel együttesen alkották a Dogme 95 Kollektívát vagy a Dogme Társaságot.
A Dogma-filmek nemzetközi népszerűségüket részben annak köszönhetik, hogy könnyen befogadhatók, emészthetők.

## Trier és a Dogma

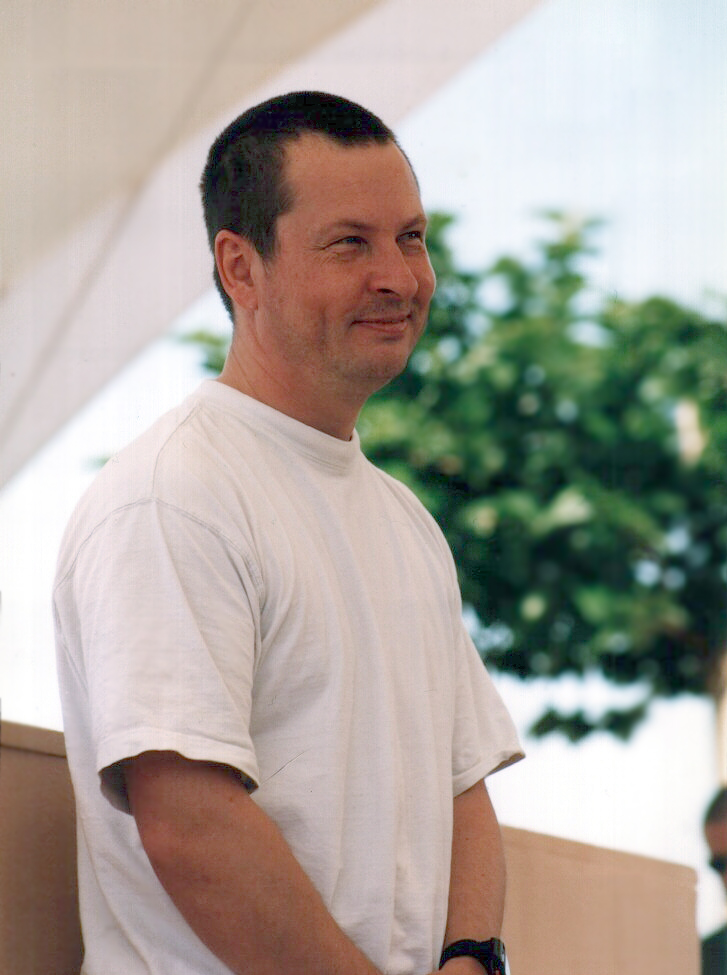
Lars Von Trier

Az 1990-es évektől kezdve egyre többször merült fel egy bizonyos Lars von Triernek a neve, aki dán hazájának határait kezdi áthágni, és némi frissülést hoz Európának. Hazájában már elismert rendező volt, mielőtt világhírnévre tett volna szert, a dán közönség mégis az 1994–1995-ben készített rendhagyó tévésorozata, a Birodalom (Riget) vetítésekor zárta szívébe. Az egyes részekben egyébként már föllelhetőek bizonyos formabontó elemek; különösen a vágás, képszerkesztés terén. A sorozat enyhe hasonlóságot mutat az amerikai David Lynch kultikus thriller folyamával, a Twin Peaks-szel, de Trier sokkal több humorral fűszerezi saját misztikus történetét. Egyfelől izgalmas szellemtörténet, másfelől a kórházsorozatok, s ezzel együtt a dán orvosok paródiája a Birodalom. A sorozattal egyébként a dán nemzeti televízió bízta meg a rendezőt, mely olyan sikert aratott a dán közönség körében, hogy a vetítések alkalmával gyakorlatilag kiürültek az utcák.

## A mozgalom
Külföldön a Hullámtörés sikere keltette föl az érdeklődést egy Trier által szervezett mozgalomra. Ez a Dogma95 volt, amely már megjelenését követően nagy port kavart filmes berkekben. Legelső hivatalos bejelentése egy nemzetközi szimpóziumon történt, melyet a mozi 100 éves évfordulójára rendeztek 1995 tavaszán Párizsban. A filmrendező itt beszámolt egy általa és honfitársa, Thomas Vinterberg által alapított csoportról, melynek a Dogma95 nevet adták. Az irányzat szerint a hanyatló színvonalú filmművészet megmenthető lenne, ha a rendezők nem tekintenék magukat művésznek, és névtelenek maradnának filmjeik mögött, illetve a forgatások során betartanának tíz szabályt. Ezt az alapítók le is írták mely „A szüzesség fogadalmaként” vált ismertté. Ebben a részt vevő filmrendezők (a megalakulás után szinte rögtön csatlakozott Kristian Levring és Soren Kragh-Jacobsen) egyfajta szakítást hirdetnek a múlttal, a konvencionális filmkészítéssel, s saját megfogalmazásuk szerint autentikus filmeket akarnak készíteni, hogy megmutathassák a valóságot a nézőknek. Ehhez egyes helyeken meglehetősen bizarr, formabontó, mégis a filmes világban felpezsdülést hozó „tízparancsolatot” alkottak. Magán a képi anyag tisztaságán kívül a legfontosabb alapelv az eszme tisztasága, az individuum háttérbe szorítása. „A közönséget ma becsapják a „túlkozmetikázott” tucatdramaturgiájú filmekkel, melyben minden előre kiszámítható ”-állítják a dogmások, s a filmművészet megváltására van szükség, akárcsak a nouvelle vague korában volt.
Ám nem csak az 1960-as évek francia filmeseinek nyomdokain haladtak, a háború utáni olasz neorealizmus szikár, puritán valóságképe, s általában a törekvés arra, hogy ezentúl ne hazudjunk a közönségnek, szintén rokonítható a csoport eszméivel. Sőt, ők maguk, manifesztumuk elődjének tekintik az 1962-ben aláírt oberhausen-i nyilatkozatot, melyet 26 német rendező írt alá. Leginkább azonban a Dziga Vertov által kijelentett „filmigazság” jelszavát teszik magukévá. Vertovtól a francia új hullámosok is sokat tanultak, rengeteg újító filmes tartotta őt példaképének. A szovjet rendező főleg propaganda filmeket készített az októberi szocialista forradalmat követő időkben. Elítélte a filmdrámákat, az „emberek ópiumának” nevezte, s a rövid, nem-narratív politikai-propaganda filmeket támogatta. Manifesztumok hosszú sorát adta ki, melyekben például bátorítja a filmkészítőket a könnyű, kézben hordozható kamera használatára. A dánok tehát nem tagadják, hogy jócskán merítettek elődjeik gondolkodásából, s sok elképzelésük éppen ezeknek az eszméknek, elképzeléseknek az újragondolása, továbbfejlesztése. Talán pont ezért hozott olyan „friss levegőt” magával ez a vállalkozás, mert emlékeztetett a filmművészet „dicső” korszakaira, egy kicsit visszahozták a lázadás eszményét.

## A filmek
Egy filmes csoportosulás viszont nem ér semmit, ha nincsenek filmjeik, melyekkel igazolni tudnák az általuk felvállalt eszme létjogosultságát, hatékonyságát. A Dogma esetében viszont jóval előbb volt meg a „kiáltvány”, minthogy előálltak volna akár egyetlen filmmel is. Ebből -és, persze Trier személyiségéből adódóan – a szakma először egy tréfának vette a „Szüzesség fogadalmát”. Különösen, hogy a rendező korábbi Európa-trilógiáját is manifesztumok kíséretében mutatta be.
Az elismert dán „mester” neve először is nehezen volt kapcsolható egy olyan kezdeményezéshez, mely a manipulatív technika teljes elutasításával próbálkozik. Aki ismeri ugyanis, az tudja, hogy Trier szinte már-már technika-fetisisztának bélyegezhető, olyannyira agyonmanipulált filmeket forgatott korábban. Elég csak az Európára (1991) gondolni, mely váltogatott színes és fekete-fehér felvételekből áll, illetve a rendező végig a képtől elkülönített narrációt alkalmaz és különböző képi trükköket. Trier a film elkészítése után még azt nyilatkozza, hogy „mindig jobban kedvel egy szegényes fekete-fehér filmet, mint egy mutatós színeset”. Sőt, állítása szerint pénzügyi nehézségek is kényszerítik arra, hogy a fekete-fehér filmnél maradjon. Ezeket az egybeeséseket – vagyis inkább egybe-nem-eséseket – a „Tisztasági Fogadalommal" nem tekinthetjük véletlennek. Könnyen rájöhetünk, hogy a rendező lázadása önmaga ellen is irányult. Ezt persze elmondhatnánk mindenkiről, aki stílust vált, ily módon maga mögött hagyva, valamennyire meg is tagadva korábbi műveit, tetteit. Lars „mester” viszont nem ilyen alapon tagadja meg korábbi tetteit. Ő ténylegesen azok ellen irányul. Valójában ismét kísérletezik, ahogyan nem sokkal a Dogma létrehozása előtt nyilatkozta: „Meg kell újulnia a gyártásnak, véget kell vetni az egy kaptafára készülő filmek tömeggyártásának. Ezért igyekszem én új dolgokkal kísérletezni.” . Mindenesetre az általa és Vinterberg által kidolgozott forgatási stílus sokkal inkább hajtja Trier malmára a vizet, mint bármely más – az irányzatot képviselő- alkotónak. Tehát ez könnyen lehet, hogy a sokak által vitatott művészi értékű filmeket készítő rendezőnek a Dogma csak egy állomás volt. Bár nem bizonyító erejű, de szintén erre enged következtetni az a tény, miszerint Trier csupán egyetlen igazi Dogma-filmet forgatott (Idióták, 1998), s egy évvel utána Táncos a sötétben (1999) című filmjével rögtön meg is szegte az általa felállított szabályok nagy részét.
Tagadhatatlan viszont, hogy az ő neve rengeteget használt a mozgalomnak. Mivel a korábbi filmjeivel már ismertséget szerzett magának, a közönség egyből hozzá tudott kötni egy nevet a csoportosuláshoz. 1994-1995 táján futott nagy sikerű sorozata, a Birodalom, ami azt jelentette, hogy ő a Dogma95 megjelenésekor, 1995 tavaszán éppen reflektorfényben volt. Nem túlzott gyanakvás arra gondolni, hogy esetleg a kiáltvány megjelentetése szándékosan volt ilyen jól időzített. Mindenesetre a média figyelemnek nagy hasznát vette az újonnan alakult filmes csoportosulás. Sőt, maga Vinterberg is azt nyilatkozta egy ízben, hogy Trier igen jól ért a marketingfogásokhoz.

## A filmvallás hatása Dániára
Ami tény, a négy rendező által alapított „filmvallás” rendkívül sikeressé vált Dániában. A statisztikák szerint a skandináv film történetében soha annyian nem mentek el egy dán filmet megnézni, mint az 1995-öt követő években. Az ötmillió lakosú országban közel egymillióan látták a Születésnapot (1998). Igaz, hogy ez gyakorlatilag egy igen tudatos népszerűsítő kampány eredménye. A rendezők minden lehetőséget kihasználnak, hogy felhívják magukra és készülő filmjeikre a figyelmet. Trier-nek ez nem nehéz, hiszen minden újonnan készülő alkotásával ott van Cannes-ban, ahol vagy csüngnek minden szaván, vagy határozottan elutasítják, de senkit sem hagy közömbösen. Ismertségük és egyes körökben elismertségük tehát egyre nő. (Bár nehéz lenne megmondani, hogy mi lenne a Dogma95-tel a karizmatikus „mester” nélkül, annyi bizonyos, hogy a nézők közül többen tudják fölsorolni Lars von Trier filmjeit, mint a huszonegynéhány külföldi dogma szabályú alkotásokat.).
Elsősorban természetesen hazájukban hódítanak, ahol még támogatást is sikerült szerezniük az első négy Dogma-filmre(Születésnap, Idióták, Mifune utolsó dala, A király él).

## A 'D' nap
A hazai sikeren felbuzdulva Vinterberg, von Trier, Kragh-Jacobsen és Levring egy közös munkát terveztek, melyhez sikerült megnyerniük az összes dán nyelvű csatornát. A projekt terve egyidejűleg négy filmet forgatni élőben a millennium tiszteletére. Ez egyfajta interaktív adás lett volna, melyben a nézőnek meg van a lehetősége, hogy a csatornák között váltogatva ő maga döntse el, milyen filmet is néz meg. Az ún. „D-nap” igen sikeresnek ígérkezett: a becslések szerint másfélmillió dán polgár követte nyomon a filmes vállalkozást.
A 4 filmet 1999. december 31-én, éjjel 11.05-től 2000. január 1. éjjel negyed egyig forgatták és rögzítették, melyek kisebb vágási munkálatok után egyenként hetven percesek voltak. A négy rendező csak saját filmjének főszereplőjét rendezte. A film tulajdonképpen négy ember (két férfi, két nő) történetét meséli el, akik az új évezred hajnalán találkoznak Koppenhágában, hogy végrehajtsák közös tervüket. A néző ekkor kapcsolódik be, és ha van egy távirányítója, máris eldöntheti, kinek a történetét követi nyomon. Így-a dogmások szerint-teljes szabadságot kaphat, hiszen maga választhatja meg, hogy mikor mit néz. Már abból is látható, hogy a 4 rendező módszere igen divatos és magas érdeklődésre tarthat számot, hogy Szilveszter éjszakáján 7 televíziós csatorna is vállalta a projektben való részvételt. Ez nem kis kockáztatatása egy tévétársaságnak, akinek elsődleges a haszon, különösen egy „jól jövedelmező” estén. Négy csatorna 1-1 főszereplőt követett nyomon, míg az egyiken osztott képernyőn látható volt mind a négy film. További két csatornán pedig a kontroll szobákról láthattak élő felvételeket a nézők. Trier eredeti elképzelése szerint az egész forgatás teljesen spontán lett volna, ő egyfajta „kísérleti bábjátékot” képzelt el, melyben a rendezők mint egymással összekötött számítógépeket használó játékosok, a saját játékukon kívül alakíthatnák, beleszólhatnának a másikakéba is. Sőt, az is megtörténhet, hogy a „bábok” „mestereik” ellen fordulnak.
A végső változat ennél kidolgozottabb volt, számos jelenetet előre megterveztek. Azonban még így is akadtak váratlan szituációk, amiket nem lehetett előre számításba venni. Az egyik ilyen a „bábuk lázadásához” kapcsolódik: Levring főszereplője egy másikat odaláncol egy irattartó szekrényhez, minekutána a szerencsétlenül járt hős nem tud egy másik jelenetben részt venni, ahol a forgatókönyv szerint éppen nézeteltérésbe kellene bonyolódnia egy harmadik szereplővel. Végül rendezői utasításokkal megoldották a dolgot, de ez és az ehhez hasonló hibák rámutattak a kísérlet gyenge pontjaira.

### Hasonló filmek
Annak ellenére, hogy elég elképesztő ötletnek tűnt, a projektnek voltak már filmes előzményei. Ha arra gondolunk, hogy hányan próbálták meg a filmezés határait kitágítani azáltal, hogy egy történetben több történet is legyen, s ne mindenki ugyanazt hámozza ki belőle, számos példát találunk. Az első ötletek azzal indultak, hogy egy sztorit a rendező két vagy több szemszögből is láttatni engedett. Főként a vígjátékokban láthatunk erre példákat, ahol a paródia tárgya éppen az emberek szubjektív látásmódja, és az ebből fakadó sokszor teljesen eltérő interpretálása a valóságnak. (Ilyen volt a nálunk 2000 nyarán bemutatott Érzéki csalódások, ahol egy elbűvölően szép, de „hamiskártyás” nő csavarja ujja köré a férfiakat.) A másik műfaj, melyben gyakran használatos e trükk, a krimik, thrillerek világa. Egy ilyen műfajú film akkor jó, ha logikus, mégis meglepő végkifejlettel szolgál. Ehhez nagy segítségükre van a készítőknek ez az eljárás, amivel még csavarosabbá tehető a történet. Ilyen volt a Szeretni bolondulásig című krimi is, melyben a mentálisan beteg hősnő úgy látja maga körül a világot, ahogyan látni akarja, s a néző számára képes azt racionálissá is tenni, s világa csak akkor hullik szét, amikor- a filmek második felében – tanúi lehetünk a tényleges történéseknek. Hasonló volt a hazai mozikban nemrég bemutatott Gödör című brit thriller is, azzal a különbséggel, hogy itt a főhős valóságképe néhány helyen észrevehetően torz.
A következő lépés az volt, amikor már több lehetséges alternatívával kísérleteztek, melyekben eltérő sikereket érnek el a szereplők. Ezek az alkotások azt próbálják bemutatni, vajon mennyire befolyásolják bizonyos döntések az életünket, s hogy vajon sorsunk előre meg van-e írva vagy vannak fordulópontok, ahol igenis rajtunk múlik, helyesen döntünk-e vagy sem. Ilyen volt A nő kétszer (Sliding Doors, 1998.) című brit film, mely azt a kérdést próbálja megválaszolni, vajon mi lenne, ha visszaforgathatnánk az időt. A német Tom Tykwer A lé meg a Lola (Lola rennt, 1998) című filmje lehetőséget ad a szereplőknek, hogy újrakezdjék a történetet, s ily módon különböző végkifejleteket hozzanak létre.
A felsorolt filmekben azonban, még ha számos lehetőség közül választhatunk is, a rendező határozza meg, hogy mely alternatívákat lássuk, mindannyian ugyanazokat nézhetjük csak, legfeljebb kiválaszthatjuk a számunkra leginkább tetszőt. A dánok vállalkozása ennél sokkal merészebb, hiszen teljes szabadságot akar adni a nézőnek azáltal, hogy cselekvő féllé teszi. Gyakorlatilag beleszólhat, átrendezheti a művet, mely így saját, egyedi alkotásává válik. Próbálkozásuk azonban mégis kudarcba fulladt: s inkább „érdekesség, mint siker” lett belőle. Talán éppen azon bukott meg, hogy a nézők nem tudták, hogy miről maradnak le, míg egy adott jelenetet néztek az egyik adón, s esetleg egy fontos részt hagytak ki, és helyette egy lényegtelent követtek nyomon.
Nagyszerű példát hoz erre Peter Schepelern egy Dogmával foglalkozó cikkében: "Ha a Hamletet ilyen feldolgozásban, tehát az interaktivitás adta lehetőséget kihasználva tekintenénk meg, előfordulhatna, hogy lemaradunk a jelenetről, melyben a királyfi találkozik apja szellemével, vagyis egy kulcsfontosságú részről, s helyette egy másik adón éppen azt nézzük, amint Ophélia a körmeit ápolja."
A kísérlet tehát kidolgozatlansága és hamis előfeltevései miatt kudarcba fulladt. Ez azonban nem jelenti azt, hogy a Dogma bármennyit is vesztett volna népszerűségéből, akár hazájában, akár a külföldi nézők és kritikusok körében.

## A csoport által kidolgozott szabályrendszer
„Esküszöm, hogy betartom a Dogma95 alábbi, jóváhagyott szabályait:
- A felvételeket a valódi helyszíneken kell készíteni. Kellékek nem használhatóak.(Ha valamilyen kellékre szükség van, olyan helyszínt kell választani, ahol a kellék megtalálható)
- Hang nem rögzíthető a képtől függetlenül, és fordítva. (Zene csak akkor használható, ha a forgatás helyszínén tényleg van zene)
- Kézikamerát kell használni. Minden ebből adódó mozgás engedélyezett. (A történetnek nem ott kell játszódnia, ahol a kamera van; a kamerának kell ott lennie, ahol a történet játszódik)
- A filmnek színesnek kell lennie. Speciális világítás nem használható. (Ha túl kevés lenne a fény, akkor a jelenetet ki kell vágni; esetleg egy kamerára rögzített lámpa használható)
- Optikai trükkök és szűrők használata tilos.
- A film nem tartalmazhat felszínes, sekélyes cselekményt. (Gyilkosság, fegyverek stb. nem szerepelhetnek)
- A cselekménytől sem időben, sem térben nem lehet eltávolodni. (A filmnek itt és most kell játszódnia)
- A műfaji film nem elfogadható.
- 35 mm-es filmre kell forgatni az anyagot.
- A rendező nevét nem lehet feltüntetni.

Továbbá, mint rendező, esküszöm, hogy megszabadulok személyes ízlésemtől! Többé már nem vagyok művész. Esküszöm, hogy tartózkodom attól, hogy „művet” alkossak, mivel a pillanatnyit többre értékelem az egésznél. Elsődleges célom, hogy mind a karakterekből, mind a beállításokból az igazságot hozzam felszínre. Esküszöm, hogy erre fogok törekedni minden lehetséges eszközzel, akár a jó ízlés vagy esztétikai szemlélet árán is.
Ezzel megteszem a Tisztaság fogadalmát.
Koppenhága, 1995. március 13. hétfő
Lars von Trier
Thomas Vinterberg”

## Dogma csoport
Ez egyébként teljesen céltalan lett volna, mégis sokan csodálkoztak, amikor végül-két évvel a Tisztasági nyilatkozat után megszületett – szinte egyszerre – az első és második Dogma-film: Vinterberg Születésnapja (Festen, 1998.) és az Idióták (Idioterne, 1998.) Lars von Trier-től. Azóta a filmek gombamód szaporodnak, áthágva a nemzetközi határokat, különböző országok fiai csatlakoznak a dogma alaphoz.
A csoport talán ezzel is azt akarja sugallni, hogy nem kirekesztő, nem zárkózna el még egy hollywood-i filmestől sem, ha az éppen a „Szüzességi fogadalom” szabályainak betartásával szándékozna filmet forgatni. Sőt-a szigorú szabályok megtartása mellett-elég csak egy nem különösebben nagyobb összeggel támogatni a Dogma alapot, s az illető filmje, legyen az akár amatőr, akár profi, máris felkerül a szervezet honlapjára, mint a stílust maradéktalanul képviselő alkotás. Jelenleg a 31 ilyen alkotást tartanak számon, ezek túlnyomó része amerikai francia és dán. A magyar nézők legutóbb az Olasz nyelv kezdőknek (Italiensk for begyndere, Lone scherfig, 2002.) című alkotást láthatták a 2002-es Titanic filmfesztiválon. Talán ez sem véletlen, hiszen a francia filmgyártás mindig is élen járt a filmes megújulásban, az USA-ban pedig mindig is volt egy kisebb-nagyobb csoport, akik a mainstream-mel szemben haladva megpróbáltak egyedit alkotni, és minden igyekezetükkel ellenállni a stúdiók nyomásának. Nekik talán segítségükre is volt, hogy csatlakozhatnak egy csoporthoz, mely szellemileg támogatja őket. Az sem elhanyagolható tény, különösen a fiatal vagy elsőfilmes rendezők szemszögéből, hogy ezután már egy kis energia-befektetéssel el lehet. érni, hogy legalábbis értesüljön a világ filmjeikről.
A Dogma többek között jó eszköz arra, hogy az esetlegesen ismeretlenségbe süllyedő filmeket megmenti azzal, hogy hozzá kapcsolja egy mozgalomhoz, azaz a néző anélkül, hogy látta volna, már egész sok információt fog tudni mondani róla, de azt biztosan, hogy ez „valami lázadó” film. Ez pedig sok esetben súlyos torzításhoz vezet, mert-mint ahogy a későbbiekben példákon keresztül megkísérlem bemutatni- korántsem minden dogma film egyedi, és főleg nem lázadó. A csoport hihetetlenül sikeres volt abban, hogy elérte, a filmjeik már azelőtt jelentsenek valamit, mielőtt megtörténnék első nyilvános bemutatása. Persze, nem a közönség a hibás, hiszen csak bele kell olvasnunk nyilatkozatukba, s máris fel tudunk sorolni legalább 10 dolgot, ami biztosan jellemezni fogja a filmet. Ebben az esetben felmerül a kérdés, miszerint mennyire lehet szabad és lázadó, sőt: egyedi az a rendezői munka, mely megannyi nehézkesnek is mondható szabályhoz van kötve. Az ún. „low budget” mozik készítői között is sokan éppen ezért berzenkedtek a szigorú szabályok ellen, mert – állításuk szerint -ők eddig is így forgatták filmjeiket, csak éppen nem tudtak neki ekkora hírverést csinálni egy manifesztummal.
Magáról a csoportosulásról csak ezek után tudunk véleményt alkotni. Persze, óhatatlanul beleesnek egyes kritikusok abba a csapdába, hogy az adott filmnél árgus szemekkel figyelik, hogy a készítők vétettek-e a szabályokat illetően, ahelyett, hogy azt vizsgálnák, a nyilatkozatban meghatározott módszerek mennyire adnak az alkotáshoz valami pluszt, azaz, hogy van-e értelme az adott műnél a szabályrendszert alkalmazni.
Mint minden új törekvésnek, e Dogmának is vannak bírálói és bírálható részei. Leginkább a dogmatikusság riaszt el sokakat. Egyes rendezők úgy gondolják, semmi szükség arra, hogy ilyen szűk keretek közé szorítsák a filmet. Sokan sznobizmusnak vélik, hogy csak a szabályokat szigorúan betartott filmet nevezhetik Dogma-filmnek, amikor rendszeresen készülnek, a hollywood-i főáram ellen lázadó, figyelemreméltó alkotások a dán vonalon kívül is. Ugyanakkor szintén nem tudni, mennyi szerepet játszik a nemes törekvésben a pénz. Hiszen ez lehet egy ügyes deklarálása is az ún. „low budget”, vagyis alacsony költségvetésű filmnek, mely minél kevesebb befektetéssel próbál meg nagy bevételre szert tenni, hiszen Trier-ék megengedhetnének maguknak magas költségvetésű filmeket is. (Ezt megcáfolni látszik, hogy – bár tényleg sokat spórolnak díszleten, kamerán – a Dogma filmek nem kifejezetten alacsony költségvetésűek. A Születésnap 1, 3 millió dolláros költségvetése például átlagosnak mondható.)

## Változások
A fogadalom néhány célja azonban a francia új hullámhoz hasonlóan eltűnni látszik. Az egyik, hogy a művészek korántsem maradtak névtelenek. Persze nem ez volt a céljuk, hanem hogy a dogma-filmek főcímén ne jelenjenek meg, mintegy eltüntetve ezzel az individuumot. Viszont „Lars mester” neve még így sem tűnhet el filmjei mögött, pontosan tudjuk, hogy ő rendezi őket, és elsősorban rá vagyunk kíváncsiak. De nem csak von Trier-el vagyunk így: a figyelem lassan átterelődött a csoportról az egyénre, a szabályok betartása pedig néha játéknak tűnhet. Föl kell tennünk a kérdést, hogy vajon tényleg dogma-film-e, amely betartja az előírásokat, illetve, hogy említésre érdemes-e minden film, ami dogma. Természetesen ez korántsem válik kárára az alkotóknak, hiszen a mozgalom egyfajta ingyenreklámként is hasznosítható, az azonban már kétséges, hogy van-e ebből haszna a közönségnek. Nem felejthető el, hogy a filmművészet, ahogyan egyik művészeti ág sem lehet öncélú, de céltalan sem. A Dogmához csatlakozó alkotók elzárkóznak mindenfajta általuk öncélúnak vélt jelenet bemutatásától (fegyverek, gyilkosság, erőszak), de vajon nem válik-e éppen ez a szigorúan deklarált módszerük öncélúvá, elterelve ezzel a film igazi lényegét, küldetését. 
A másik probléma, ami a „mozgalmárokat” is elkeserítette: a népszerűség. A stílus hihetetlenül népszerű lett, szinte divattá vált Dogma filmet készíteni, vagy legalábbis próbálkozni vele. Ez nem lenne baj, de félő, hogy ami divatos, az nehezen tud lázadó maradni. Az évek múlásával, ahogyan egyre több kézikamerás mű készül el, fokozatosan bizonytalanná válik a stílus létjogosultsága. Sajnos az eddig elkészült filmek nem mind állják meg a helyüket, ha „megfosztjuk őket csupaszságuktól”.
A kiváló filmesztéta, Bíró Yvette is foglalkozik a Dogmával, és megkérdőjelezi annak puritán céljai és az elért eredmények közötti összhangot. Ő egyfelől azzal nem ért egyet, hogy a technikai vívmányokat kellene minden rosszért okolni, másfelől pedig megkérdőjelezi azt a feltételezést, hogy a „lemondás az aszkézis az egyetlen követendő példa.” A filmkészítéshez technika szükségeltetik, ezt nem vitathatjuk. Az emberek az első barlangrajz készítésétől a digitális vetítőgépig feltalálásáig egyet akartak: a valóság szubjektív leképezését, egy történet minél pontosabb interpretálását, egyfajta kommunikációs aktust. A némafilmet fölváltotta a hangosfilm, ami természetesen sokakban nemtetszést váltott ki, aggodalmat a film ezáltal kétségessé vált művészi értéke iránt. Érthető módon azokat a színészeket ejtette leginkább kétségbe a hang megjelenése, akiknek ezzel leáldozott a csillaguk, mert nem tudtak, és nem tanultak meg filmen beszélni vagy az orgánumuk volt elviselhetetlen, illetve összeegyeztethetetlen az általuk megformált karakterekkel. Ők biztosan megállították volna ezt a számukra igen káros technikai fejlődést, erre azonban nem volt lehetőség. A színes film megjelenése is kétségeket keltett sokakban, mégsem fordíthatták vissza a világ menetét. Ezt a művészetet soha nem lehet elvonatkoztatni a trükköktől, a „gépesített világtól".

## Kritikák
Nem biztos, hogy helyénvaló néhány dolgot kikiáltani bűnösnek, melyeket használva csak igaztalan, a nézőket becsapó filmek készülhetnek. Még veszélyesebb, ha azt gondoljuk, hogy e bűnös dolgok hiánya egyértelműen „tiszta” és sokatmondó alkotásokat eredményez. Persze, a mai világban a technika nem kevésszer annyira elburjánzik, hogy olykor már az az érzésünk, mintha egész estés reklámokat néznénk. Sokszor az alapján méltatják figyelemre az egyes műveket, hogy valami új technikai trükköt alkalmaztak, esetleg annyira élethűen, hogy a néző rá sem jött arra, hogy nem valódi tájat vagy éppen nem élő személyeket látott. Ilyen esetekben nincs szükség rá, hogy a film valami morális értéket hordozzon, vagy akár csak bármilyen mélyebb gondolatiság húzódjék meg hátterében. Ezekben az esetekben érthető egyes alkotók felháborodása, akik meg akarják „tisztítani” műveiket a „felesleges szennyeződésektől”. A számítógépes trükkök világában az készíthet filmet, akinek van elég pénze, hogy vonzóvá varázsolja, külsőleg „kicsinosítsa” azt. Trier-ék Dziga Vertov nyomdokain haladva azért küzdenek, hogy egyetlen kis kézikamera használatával bárki leforgathassa saját filmjét. 
Ez az elmélet azonban megbicsaklik azokon a pontokon, ahol észrevehetjük, hogy azért mi, laikusok mégsem tudnánk Dogma filmet készíteni. Az amerikai Harmony Korine Julien Donkey-Boy című filmje például digitális kamerával készült, majd az anyagot később átírták 16 mm-es filmre, amelyet végül felnagyítottak 35 mm-essé, ami nem éppen olcsó eljárás. Ezenfelül a forgatáshoz húsz darab kézikamerát használtak, ami szintén nem „aszkétikusan olcsó eljárás”.

## A Dogma "veszélyei"
Félő, hogy a kiáltvány hívei végül abba a csapdába estek bele, amit olyan nagy hévvel akartak elkerülni. Talán éppen ez a buzgó igyekezet lett a vesztük. Ahhoz, hogy a pontosan megfogalmazott elveket képesek legyenek betartani, a filmkészítőknek rettenetesen koncentrálniuk kell. Végül a túlzott technikaellenesség éppen azt hozta magával, hogy túlzott módon foglalkoznak vele, vagyis azzal, hogyan kerüljék ki a használatát, illetve hogyan birkózzanak meg a technika használatának hiányából adódó nehézségekkel. A szabályok közül persze van néhány, mely nem számottevő a mű szempontjából. Ilyenek a kellék, díszlet, jelmez elhagyása, vagy olyan környezetbe költöztetése a filmnek, ahol a szükséges kellékek megtalálhatók; a műfaji film tilalma, a meghatározott nyersanyag használata. Azonban a többség igen komoly odafigyelést igényel a stáb részéről.
A legtöbb dogma-filmben van például zene, aminek „becsempészéséhez” kénytelenek zenészeket is mutatni. (Thomas Vinterberg Születésnapjában, a családi ünnepen még érthető a zenekar, helyénvaló a zene, de az Idiótákban már kicsit erőltetettnek tűnik a bevonása.) Ezenfelül néha már-már „ügyetlenségnek” hat a fény hiányával való kínlódás. Ugye, a szabályok szerint, ha a felvétel már szinte teljesen élvezhetetlen a sötét miatt, egy, a kamerára rögzített lámpa használható. Ennek „kicselezésére” néha gyertyákat fognak kezükben a szereplők (Születésnap), néha pedig az utcai fényforrások felé helyezkednek a színészek, hogy a nézők lássanak valamit az arcukból (Szerelmesek).
A speciális világítás használatának elkerülése azonban sokszor meghozza a kívánt hatást. Erre legjobb példa ismét csak a fiatal filmes, Thomas Vinterberg Születésnapja, ahol az egyik jelenetben a dühöngő főhőst kiviszik az erdőbe és egy fához kötözve ott hagyják. A jelenetben a bágyadt, lemenő nap fénye és az árnyékok váltakozása szinte elmossa a színész alakját, az általa játszott Christian tragikus sorsát jelképezve.
„valami hihetetlen szomorúság és komor történik ott, és Bertolucci Megalkuvójára gondoltunk.”[forrás?]
Ilyenkor is nehéz eldönteni, hogy az adott jelenet költőiségére csak a vágószobában döbbentek rá az alkotók, esetleg a felvétel közben érezték, hogy ez egy spontán gyönyörű kép lesz, vagy éppen tudatosan tervezték, komponálták ilyenre.
Barr Szerelmesek-ében több erősen megkomponált jelenetet láthatunk. Ilyen például az, amikor a fiú a lány ölében fekszik, mindketten mozdulatlanok, a lány arcába pedig éles napfénycsík vág bele. Ennek a képnek a tudatosságát nem lehet nem észrevenni; tehát itt hiába használja a rendező a kamera adta spontaneitás lehetőségét, egy előre megtervezett kompozíció mégis elcsábítja. A másik, szintén ebben a filmben előforduló hiba, amikor a meztelen Jean szinte már természetellenes testtartást vesz fel annak érdekében, hogy véletlenül se villanjon ki egyetlen intim testrésze sem. Ezek nem a természetes, spontán filmekre jellemző képek.

## Kézikamera használata
A kézikamera használata járt a legnagyobb előnnyel a mozgalom számára. Ez a módszer tényleg felfrissítette a filmművészet vérkeringését, s – ami a lényeg – valóban használható ötletnek bizonyult. Egyrészt az imbolygó kamerával sokkal könnyebben érzékeltethetők a mozgalmas vagy éppen statikus képsorok. A kettő váltakozását is dinamikusabban képes kifejezni, mint a hagyományos képrögzítési eljárás. Egy jelenetet például, ahol futás vagy más gyors mozgás van, életszerűbbé tud varázsolni azáltal, hogy olyannak mutatja a szereplő által látott tájat, amilyennek a való életben látjuk rohanás közben. Ezt bonyolultabb módon lehetne csak megoldani, ha statikus kamerával próbálkoznánk. Az érzelmek hangsúlyozásában is nagy szerepe van a kézikamerának. Egyrészt ténylegesen képes fölerősíteni egy-egy jelenetsor érzelmi mondanivalóját, másrészt a szereplőket- mivel a gyors, hirtelen kameramozgás következtében nem tudhatják mindig, hogy mikor kerülnek képbe – sokkal átéltebb, egyfajta pszichodrámához hasonlító játékra kényszeríti. Az előbbire remek példát láthatunk Lone Scherfig Olasz nyelv kezdőknek című filmjében, ahol a fodrásznő és kuncsaftja fojtottan erotikus szerelmi „ügyetlenkedését” sokkal érzékletesebben festi le a zaklatottabb kamerahasználat. A néző így mélyebben átérezheti a szereplők lelkiállapotát, felfokozott érzelmeiket. Az utóbbi módszerre gyakorlatilag a csoport minden filmjében láthatunk példákat, legjobban a Születésnapban s az Idiótákban figyelhető meg ez a Sztanyiszlavszkij módszeréhez hasonlatos színészvezetés. Az Idiótákban maguk a szereplők is bolondokká válnak, s gyakorlatilag teljesen szabad kezet kapnak a rendezőtől. (Persze Trier sokféleképpen ösztönözte őket erre a spontaneitásra: egy alkalommal meztelenül köszöntötte a stábot a forgatás reggelén, s felkérte színészeit, hogy megszabadulva ruháiktól tartsanak vele a „természetességbe”.) A legerősebb példa erre a szintén az említett filmben látható orgia jelenet. Itt a színészek élethű szexuális aktust hajtanak végre. Ez talán már túlmegy a filmigazság határain is, bár ha a szexualitást szintén merészebben ábrázoló filmeket tekintjük, melyek száma növekvő tendenciát mutat az utóbbi években, ezt a fajta élethűséget nem kell feltétlenül a manifesztum számlájára írni. Az is kétségtelen viszont, hogy ezek a művek már Lars vonTrier filmje után készültek, könnyen lehet tehát, hogy egyfajta tendenciát indított el efelé a filmezés felé.
A kamera mozgásából adódóan sokszor lehetünk tanúi rosszul megkomponált képeknek, melyek semmilyen esztétikai élményt nem nyújtanak. Ebből kivétel lehet a már említett jelenet a Szerelmesekből, amikor a mozdulatlanul ülő lány arcát éles fénycsík világítja meg, de általában a dogma filmek képi világa a manifesztum „képromboló” céljainak esett áldozatul. Különösen igaz ez Vinterberg filmjére, és az Idiótákra is. Ezek a művek már-már súrolják a nézhetetlenség határát, annyira különböznek a nézők által megszokott operatőri munkától. Érdekes, hogy világosan elkülöníthetőek azok az alkotások, melyek megpróbálnak a hagyományos filmkészítés és a Dogma között egyensúlyozni, s azok, amelyek teljes erőbedobással „dogmások”. Az utóbbiba sorolandó természetesen az Idióták és a Születésnap, előbbibe pedig a Szerelmesek és a sokkal szelídebb Kragh-Jacobsen Mifunja.

## A mozgalom jövője
Nehéz lenne megmondani, mi lesz a mozgalom jövője: egyelőre annyit tudunk, hogy az alapítók nem forgattak több Dogma filmet. Trier 1999-ben készített egy – a manifesztum szabályainak ellentmondó – melodramatikus musicalt, Táncos a sötétben címmel. Ezzel egyfelől visszatért korábbi stílusjegyeihez, viszont tagadhatatlanul gazdagította is korábbi művészetét a dogma módszerekkel. A legszembetűnőbb a kézikamera használata, és a szereppel való teljes azonosulást megkövetelő színészvezetés. Talán Trier rátalál arra a módszerre, mellyel a szigorú formai kötöttségek nélkül lesz képes kiaknázni a benne rejlő ambíciókat. Az mindenképpen igaz, hogy e mozgalom frissességet hozott a filmművészetbe, s tehetséges- és persze kevésbé az – rendezők próbálják a módszert saját művészetükben alkalmazni. Magyarországon is megtalálhatjuk az ezzel a módszerrel kísérletező fiatal filmeseket. A 2003-as Magyar Filmszemlén nagy sikert aratott a hasonló módszerrel készült Rengeteg című film Fliegauf Benedektől. Van azonban a módszernek egy igazi úttörője hazánkban, aki már évek óta érdekes perspektívát lát a dán módszerben. Ő Szekeres Csaba, aki Duna tévén futó Felelet az életnek című sorozatában felismerhetően dogma módszereket alkalmaz. Igaz, ő a dokumentumfilmezésben alkalmazza a szabályokat. Legutóbbi filmje, az idei szemlén bemutatott Mami blue sok „dogmatikus” elvet- többek között a kézikamera használatát és a mesterséges világítás elhagyását – alkalmaz, hogy többet hozzon ki alkotásából. 
Tehát, mint fentebb is láthatjuk, a mozgalom rendkívül népszerűvé vált az új utakat kutató filmesek- főként fiatalok – körében szerte a világon. A sorsát még így sem tudhatjuk előre, de elképzelhető, hogy a szabályokat szelídebben alkalmazva jelentős alkotások készülhetnek még az eszme nevében.